# 卡萨拉波恩·素达
卡萨拉波恩·素达（1971年12月12日—）是一名泰国举重运动员，她曾参加2000年夏季奥运会并在58公斤级比赛中获得一枚铜牌。